# Metropolia Vancouver
Metropolia Vancouver – metropolia Kościoła rzymskokatolickiego w zachodniej Kanadzie. Obejmuje metropolitalną archidiecezję Vancouver i cztery diecezje. Została ustanowiona 19 września 1908 roku. Od lutego 2025 godność metropolity sprawuje abp Richard William Smith.
W skład metropolii wchodzą:
- Archidiecezja Vancouver
- Diecezja Kamloops
- Diecezja Nelson
- Diecezja Prince George
- Diecezja Victoria